# Famille Santa Soffia
 (octobre 2024).
La famille Santa Soffia est une famille patricienne de Venise, originaire de Constantinople. Ils furent agrégés à la noblesse vénitienne en 1649, moyennant le paiement de la taxe de guerre de 100 000 ducats.

## Armes

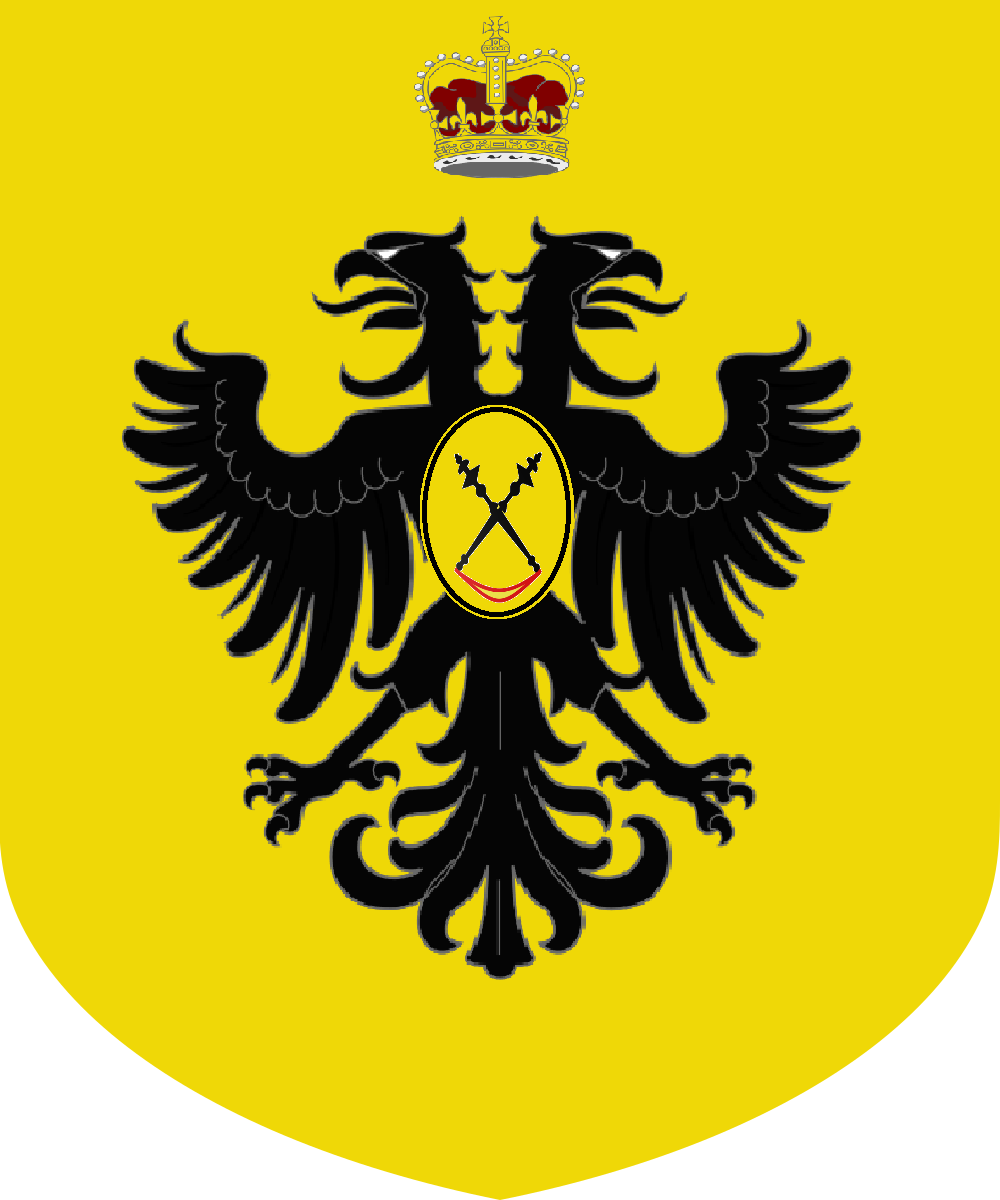
armes des Santasofia

Les armes des Santa Soffia se composent  d'une Aigle impériale à deux têtes couronnée d'un seul diadème impérial et sur le cœur de l'Aigle un Ovale d'or comme le champ, chargé de deux sceptres posés en sautoir.